# Юм Кааш
Юм Каа́ш (К’ааш) (c юк. — владыка лесов) — бог дикой растительности и обитающей в ней животных в мифологии майя. Другое имя — Йум-Виила — в мифологии майя молодой бог маиса.
Изображался в виде молодого человека с головой в форме початка или листа маиса (вытянутая и заострённая кверху), держащий в руках горшок с побегом маиса. В описании богов майя Пауля Шелльхаса обозначался под литерой E. Нанесённый грим на лице божества является символом плодородия, в связи с чем его определяют как Владыка Жатвы. Часто умерший правитель в загробном мире изображался в виде молодого бога маиса, что символизировало воскрешение и возрождение к жизни.
Юм-Кааш был одним из самых любимых богов у майя. Он символизировал воскрешение и возрождение. Умерших вождей майя изображали именно в образе Юм-Кааша. Кукуруза и маис были основными продуктами питания у племени майя, поэтому Юм-Кааша чтили и любили. Майя верили, что этот молодой бог сохраняет их посевы, не давая им умереть с голоду. Когда поле засыхало — Юм-Кааш погибал, а когда снова зеленело — воскресал.
Позже Юм-Кааш трансформировался в бога жизни и плодородия, представляя собой цикличность всего живого на земле. Он также виделся символом молодости и силы. Популярность Юм-Кааша объясняется ещё и тем, что майя верили, что они сами созданы богами из кукурузной муки.